# Terezínské krematorium
Terezínské táborové krematorium bylo uvedeno nacisty do provozu 7. září roku 1942 v prostoru nacházejícím se jižně za hradbami města Terezína směrem na Bohušovice nad Ohří na levém břehu Ohře (fakticky jen nedaleko od stálého terezínského hřbitova) v Bohušovické kotlině.
Zemřelí vězni byli v tomto prostoru zpočátku pohřbíváni do země do jednotlivých i hromadných hrobů, vzniklo zde tak velké židovské pohřebiště, respektive velký židovský hřbitov, kde bylo pochováno asi 9000 osob. Vzhledem k přibývajícímu počtu mrtvých nacisté posléze přistoupili k vybudování krematoria.

## Přehled

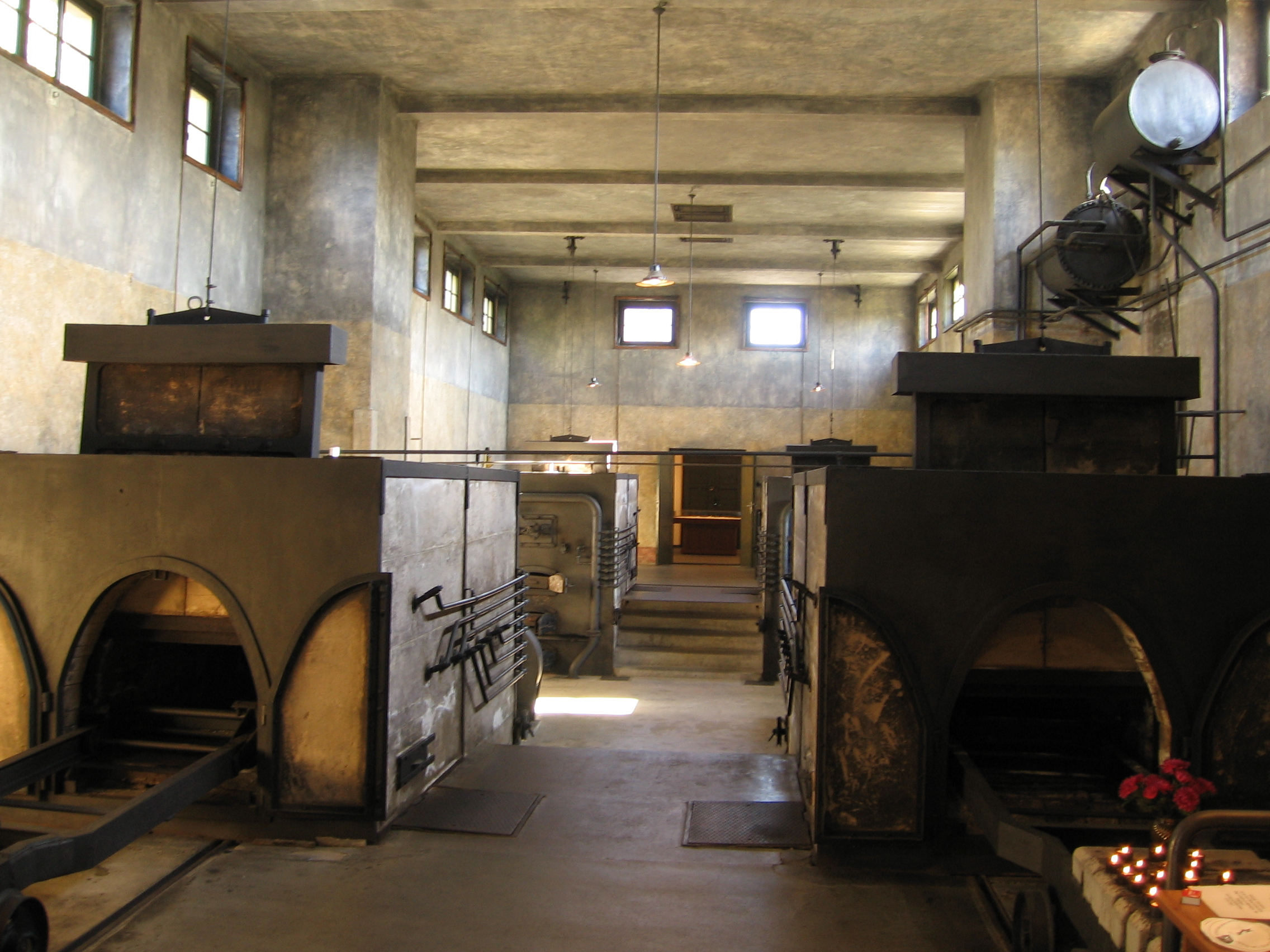
Interiér terezínského krematoria

Krematorium primárně sloužilo ke kremaci tělesných ostatků nejen zemřelých vězňů židovského původu nebo židovské národnosti z terezínského ghetta, které se nacházelo ve městě v nedaleké Velké pevnosti, sekundárně však bylo používáno i pro zpopelňování mrtvol pocházejících z věznice pražského gestapa, která se nacházela v Malé pevnosti na pravém břehu řeky Ohře. Až do počátku dubna 1945, kdy bylo přímo v Litoměřicích zřízeno další krematorium, zde kromě toho byli zpopelňováni i další zemřelí vězni pocházející z litoměřického koncentračního tábora, kteří zde tehdy byli využíváni pro stavbu podzemní továrny Richard nacházející se pod Radobýlem a Bídnicí u Litoměřic.[zdroj?] Celkem zde bylo zpopelněno přibližně 30000 osob, menší část byla uložena do uren v kolumbáriu, které se nacházelo v mohutných zdech zdejší pevnostní fortifikace, větší část (asi z 22 000 zemřelých osob) jejich popela nacisté v listopadu 1944 nasypali přímo do řeky Ohře. Na místě, kde se tak stalo bylo po 2. světové válce zřízeno pietní místo, tuto smutnou skutečnost v těchto místech dodnes připomíná malá tryzna. Pietně bylo upraven i celý prostor, kde se nacházel židovský hřbitov, pohřebiště s krematoriem, všechna tato místa dnes pietně spravuje státní kulturní instituce Památník Terezín. V bývalém krematoriu je dnes možno zhlédnout stálou výstavní expozici Úmrtnost a pohřbívání v terezínském ghettu.

## Zajímavosti

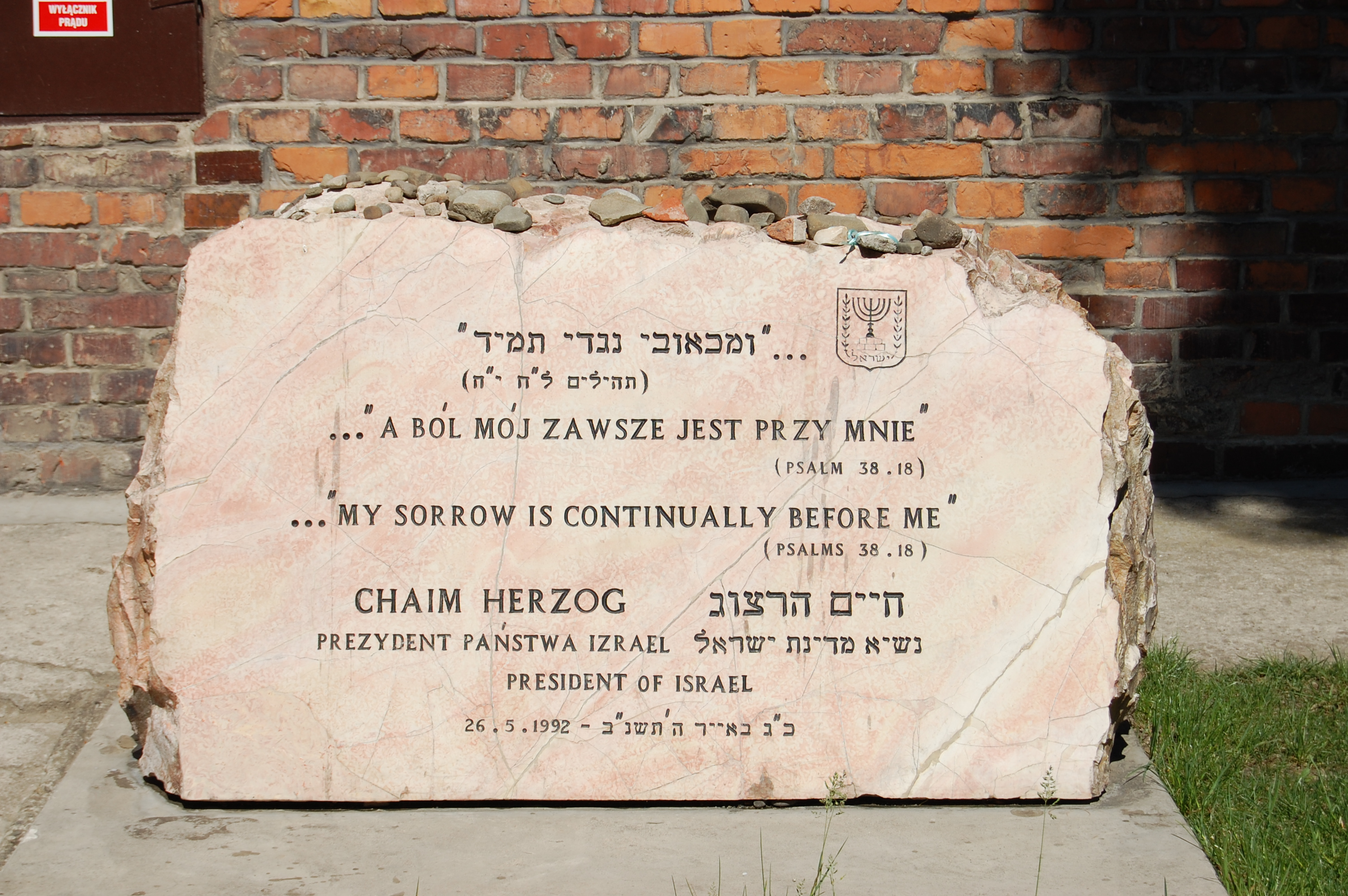
Kámen z jeruzalémské skály v koncentračním táboře Auschwitz I, věnovaný izraelským prezidentem Chajimem Herzogem. Identický kámen se nachází v předsálí terezínského krematoria

- Český novinář a spisovatel František R. Kraus působil, tehdy coby jeden z prvních vězňů terezínského ghetta, jako vedoucí vězeňské stavební čety, která krematorium stavěla.
- V předsálí krematoria, kde je dnes umístěna expozice, se nachází kámen z jeruzalémské skály věnovaný obětem holocaustu izraelským prezidentem Chajimem Herzogem v roce 1991.[2] Identický kámen, avšak s polským textem, se nachází v areálu koncentračního tábora Auschwitz I.
- V roce 2002 město Terezín a okolí postihla velká povodeň, která měla svůj původ v nedalekém soutoku řeky Ohře a Labe u Litoměřic, pod vodou se tehdy ocitl celý židovský hřbitov, zatopeno bylo i krematorium.